# Störtloppsbacken
La Störtloppsbacken è una pista sciistica situata ad Åre, in Svezia. Sul pendio, che si snoda sull’Åreskutan, si tengono gare di slalom gigante e slalom speciale della Coppa del Mondo di sci alpino.

## Albo d'oro
Di seguito sono riportati i podi relativi alle gare documentate della Coppa del Mondo di sci alpino disputate sulla Störtloppsbacken.

### Donne

#### Slalom gigante
| Data          | Competizione                       | Prima             | Seconda           | Terza            |
| ------------- | ---------------------------------- | ----------------- | ----------------- | ---------------- |
| 10 marzo 2023 | Coppa del Mondo di sci alpino 2023 | Mikaela Shiffrin  | Federica Brignone | Sara Hector      |
| 9 marzo 2024  | Coppa del Mondo di sci alpino 2024 | Federica Brignone | Sara Hector       | Lara Gut-Behrami |
| 8 marzo 2025  | Coppa del Mondo di sci alpino 2025 | Federica Brignone | Alice Robinson    | Lara Colturi     |

#### Slalom speciale
| Data          | Competizione                       | Prima            | Seconda               | Terza              |
| ------------- | ---------------------------------- | ---------------- | --------------------- | ------------------ |
| 11 marzo 2023 | Coppa del Mondo di sci alpino 2023 | Mikaela Shiffrin | Wendy Holdener        | Anna Swenn Larsson |
| 20 marzo 2024 | Coppa del Mondo di sci alpino 2024 | Mikaela Shiffrin | Zrinka Ljutić         | Michelle Gisin     |
| 9 marzo 2025  | Coppa del Mondo di sci alpino 2025 | Katharina Truppe | Katharina Liensberger | Mikaela Shiffrin   |